# 札幌市立澄川西小学校
札幌市立澄川西小学校（さっぽろしりつ すみかわにし しょうがっこう）とは、北海道札幌市南区澄川2条5丁目に位置する公立小学校である。

## 沿革
- 1973年（昭和48年）10月1日 - 札幌市立澄川小学校より児童を迎えて開校[1]。
- 1974年（昭和49年） - 校舎増築[1]。
- 1975年（昭和50年） - 校木をイチイに定める[1]。
- 1978年（昭和53年） - 校舎増築[1]。
- 1984年（昭和59年） - 校舎増築[1]。

## 主な進学先
- 私立中学校
- 札幌市立澄川中学校
- 札幌市立平岸中学校

## 周辺
隣接する澄川あじさい公園から天神山緑地へと続く遊歩道があり、ここは平岸村を開拓した水沢伊達氏家中によって明治4年に精進川から引かれた用水路の跡地である。